# 2020년 하계 올림픽 스웨덴 선수단
2020년 하계 올림픽 스웨덴 선수단은 2021년 7월 23일부터 8월 8일까지 일본 도쿄에서 열린 2020년 하계 올림픽에 참가한 올림픽 스웨덴 선수단이다.
스웨덴은 2020년 도쿄 하계 올림픽에 출전했다. 원래 2020년 7월 24일부터 8월 9일까지 열릴 예정이었던 올림픽은 코로나19 범유행으로 인해 2021년 7월 23일부터 8월 8일로 연기되었다. 스웨덴 선수들은 1904년 세인트루이스 하계 올림픽을 제외하고 매 하계 올림픽에 출전해 왔다.
3개 종목에서 금메달을 획득한 것은 2004년 아테네 올림픽 이후 스웨덴이 하계 올림픽에서 가장 많은 금메달을 획득한 것이다. 그러나 전체 9개의 메달 획득량은 이전 세 번의 올림픽보다 낮았다. 다니엘 스톨(Daniel Ståhl)과 시몬 페테르손(Simon Pettersson)이 남자 원반던지기에서 각각 금메달과 은메달을 획득한 것은 1948년 올림픽 이후 스웨덴의 육상 경기 최초의 복식에 해당한다.

## 출전 선수
| 종목         | 남자 | 여자 | 전체 |
| ------------ | ---- | ---- | ---- |
| 양궁         | 0    | 1    | 1    |
| 육상         | 12   | 9    | 21   |
| 배드민턴     | 1    | 0    | 1    |
| 복싱         | 1    | 1    | 2    |
| 카누         | 2    | 1    | 3    |
| 사이클       | 0    | 1    | 1    |
| 다이빙       | 0    | 1    | 1    |
| 승마         | 4    | 8    | 12   |
| 축구         | 0    | 22   | 22   |
| 골프         | 2    | 2    | 4    |
| 체조         | 1    | 1    | 2    |
| 핸드볼       | 15   | 15   | 30   |
| 유도         | 3    | 1    | 4    |
| 조정         | 0    | 1    | 1    |
| 요트         | 5    | 4    | 9    |
| 사격         | 1    | 0    | 1    |
| 스케이트보드 | 1    | 0    | 1    |
| 수영         | 4    | 6    | 10   |
| 탁구         | 3    | 2    | 5    |
| 테니스       | 0    | 1    | 1    |
| 역도         | 0    | 1    | 1    |
| 레슬링       | 1    | 2    | 3    |
| 전체         | 56   | 80   | 136  |

## 같이 보기
- 올림픽 스웨덴 선수단